# Liste der Einträge im National Register of Historic Places im Jackson County (Missouri)

Lage des Jackson County in Missouri

Die Liste der Einträge im National Register of Historic Places im Jackson County in Missouri führt die Bauwerke und historischen Stätten im Jackson County auf, die in das National Register of Historic Places aufgenommen wurden.
Sie wurde wegen der Vielzahl der Einträge in die zwei folgenden Listen aufgeteilt:
- Liste der Einträge im National Register of Historic Places im Jackson County (Missouri)/A–L
- Liste der Einträge im National Register of Historic Places im Jackson County (Missouri)/M–Z